# 阿爾扎斯卡峰
46°16′38.8″N 8°34′34″E / 46.277444°N 8.57611°E
阿爾扎斯卡峰（Pizzo Alzasca），是瑞士的山峰，位於該國南部，由提契諾州負責管轄，屬於勒蓬廷阿爾卑斯山脈的一部分，海拔高度2,262米，每年平均降雨量2,204毫米。

## 外部連結
- Pizzo d'Alzasca on Hikr （页面存档备份，存于）